# Костадин Мирчев
Костадин Мирчев Стоянов е български офицер, генерал-майор от Министерството на вътрешните работи.

## Биография
Роден на 20 февруари 1918 година в неврокопското село Сатовча. Основното образование завършва в родното си село, а средното – в гимназия в град Неврокоп (от 1951 година Гоце Делчев). Военната си служба отбива в 39-ти солунски полк в Гоце Делчев. По време на службата завършва школа за санитарни подофицери в град Русе. Работи като учител в селата Сатовча и Кочан. През 1946 година е назначен за началник на районното управление на Министерството на вътрешните работи в Неврокоп с чин капитан. През 1947 година е изпратен в Москва, където завършва курс по опазване сигурността на държавата. След успешното завършване е изпратен на работа като заместник-окръжен началник на МВР в Благоевград, а през 1951 година в окръжното управление на МВР в град Плевен.
При създаването на новите окръзи през 1959 година е изпратен за окръжен началник на МВР град Кърджали и там служи до края на живота си. Под негово ръководство окръжното управление постига забележителни успехи в борбата с престъпността и защита на националната сигурност. В чин „генерал-майор“ е произведен през 1970 година. С негова помощ през 1976 година се поставя пеещ часовник в Кърджали.
Награждаван е с редица отличия при съществуващата през това време наградна система, включително и с орден „Народна република България“ I степен.
Почива през 1981 година.